# Praefectus civitatis
Der Praefectus civitatis war seit der frühen römischen Kaiserzeit der Inhaber eines höheren Verwaltungsamts, der als Militäradministrator oder Statthalter einer neu eroberten, weit von der Provinzhauptstadt entfernten und noch nicht völlig befriedeten Region an den Grenzen des Römischen Reichs (zum Beispiel in Illyrien, Noricum oder Asturien) eingesetzt wurde, bevor die Region endgültig in eine römische Provinz umgewandelt wurde. Der bekannteste Vertreter dieses Amtes war wohl Pontius Pilatus, der 26–36 n. Chr. praefectus civitatis von Judäa war. Der praefectus civitatis entstammte stets der römischen Ritterschaft; dem Amt voraus ging eine Militärlaufbahn.